# Dollon
Dollon és un municipi francès situat al departament del Sarthe i a la regió de País del Loira. L'any 2007 tenia 1.382 habitants.

## Demografia

### Població
El 2007 la població de fet de Dollon era de 1.382 persones. Hi havia 609 famílies de les quals 199 eren unipersonals (95 homes vivint sols i 104 dones vivint soles), 207 parelles sense fills, 178 parelles amb fills i 25 famílies monoparentals amb fills.
La població ha evolucionat segons el següent gràfic:
Habitants censats

### Habitatges
El 2007 hi havia 798 habitatges, 617 eren l'habitatge principal de la família, 122 eren segones residències i 59 estaven desocupats. 707 eren cases i 34 eren apartaments. Dels 617 habitatges principals, 457 estaven ocupats pels seus propietaris, 153 estaven llogats i ocupats pels llogaters i 7 estaven cedits a títol gratuït; 23 tenien una cambra, 76 en tenien dues, 161 en tenien tres, 157 en tenien quatre i 201 en tenien cinc o més. 430 habitatges disposaven pel capbaix d'una plaça de pàrquing. A 268 habitatges hi havia un automòbil i a 236 n'hi havia dos o més.

### Piràmide de població
La piràmide de població per edats i sexe el 2009 era:
| Homes | Edats   | Dones |
| ----- | ------- | ----- |
| 0     | 95 o +  | 4     |
| 4     | 90 a 94 | 12    |
| 16    | 85 a 89 | 44    |
| 16    | 80 a 84 | 16    |
| 20    | 75 a 79 | 60    |
| 32    | 70 a 74 | 28    |
| 32    | 65 a 69 | 56    |
| 44    | 60 a 64 | 36    |
| 16    | 55 a 59 | 52    |
| 36    | 50 a 54 | 40    |
| 28    | 45 a 49 | 28    |
| 64    | 40 a 44 | 24    |
| 56    | 35 a 39 | 40    |
| 40    | 30 a 34 | 36    |
| 24    | 25 a 29 | 32    |
| 12    | 20 a 24 | 16    |
| 40    | 15 a 19 | 40    |
| 32    | 10 a 14 | 32    |
| 32    | 5 a 9   | 28    |
| 28    | 0 a 4   | 36    |

## Economia
El 2007 la població en edat de treballar era de 794 persones, 583 eren actives i 211 eren inactives. De les 583 persones actives 530 estaven ocupades (298 homes i 232 dones) i 53 estaven aturades (27 homes i 26 dones). De les 211 persones inactives 94 estaven jubilades, 48 estaven estudiant i 69 estaven classificades com a «altres inactius».

### Ingressos
El 2009 a Dollon hi havia 624 unitats fiscals que integraven 1.450 persones, la mediana anual d'ingressos fiscals per persona era de 16.065 €.

### Activitats econòmiques
Dels 47 establiments que hi havia el 2007, 1 era d'una empresa extractiva, 2 d'empreses alimentàries, 2 d'empreses de fabricació d'altres productes industrials, 8 d'empreses de construcció, 8 d'empreses de comerç i reparació d'automòbils, 3 d'empreses de transport, 3 d'empreses d'hostatgeria i restauració, 2 d'empreses d'informació i comunicació, 4 d'empreses immobiliàries, 6 d'empreses de serveis, 6 d'entitats de l'administració pública i 2 d'empreses classificades com a «altres activitats de serveis».
Dels 12 establiments de servei als particulars que hi havia el 2009, 1 era una oficina de correu, 1 taller de reparació d'automòbils i de material agrícola, 2 paletes, 1 guixaire pintor, 4 fusteries, 1 lampisteria, 1 perruqueria i 1 restaurant.
Dels 4 establiments comercials que hi havia el 2009, 1 era una botiga de menys de 120 m², 1 una fleca, 1 una carnisseria i 1 una botiga de material esportiu.
L'any 2000 a Dollon hi havia 30 explotacions agrícoles que ocupaven un total de 1.488 hectàrees.

## Equipaments sanitaris i escolars
El 2009 hi havia 1 farmàcia i 1 ambulància.
El 2009 hi havia una escola elemental.

## Poblacions més properes
El següent diagrama mostra les poblacions més properes.